# Krajeński Park Krajobrazowy

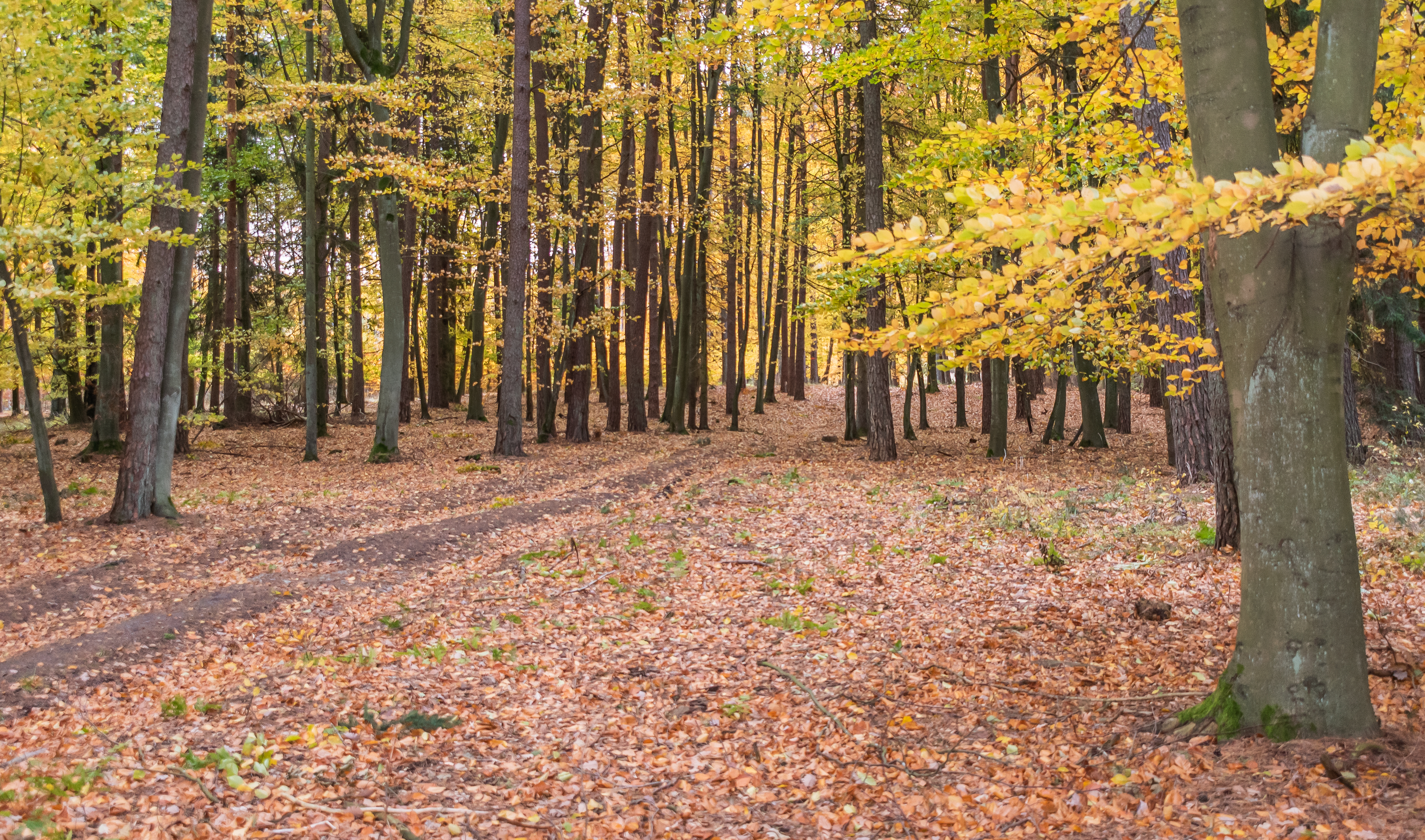
Las bukowy w Krajenskim Parku Krajobrazowym

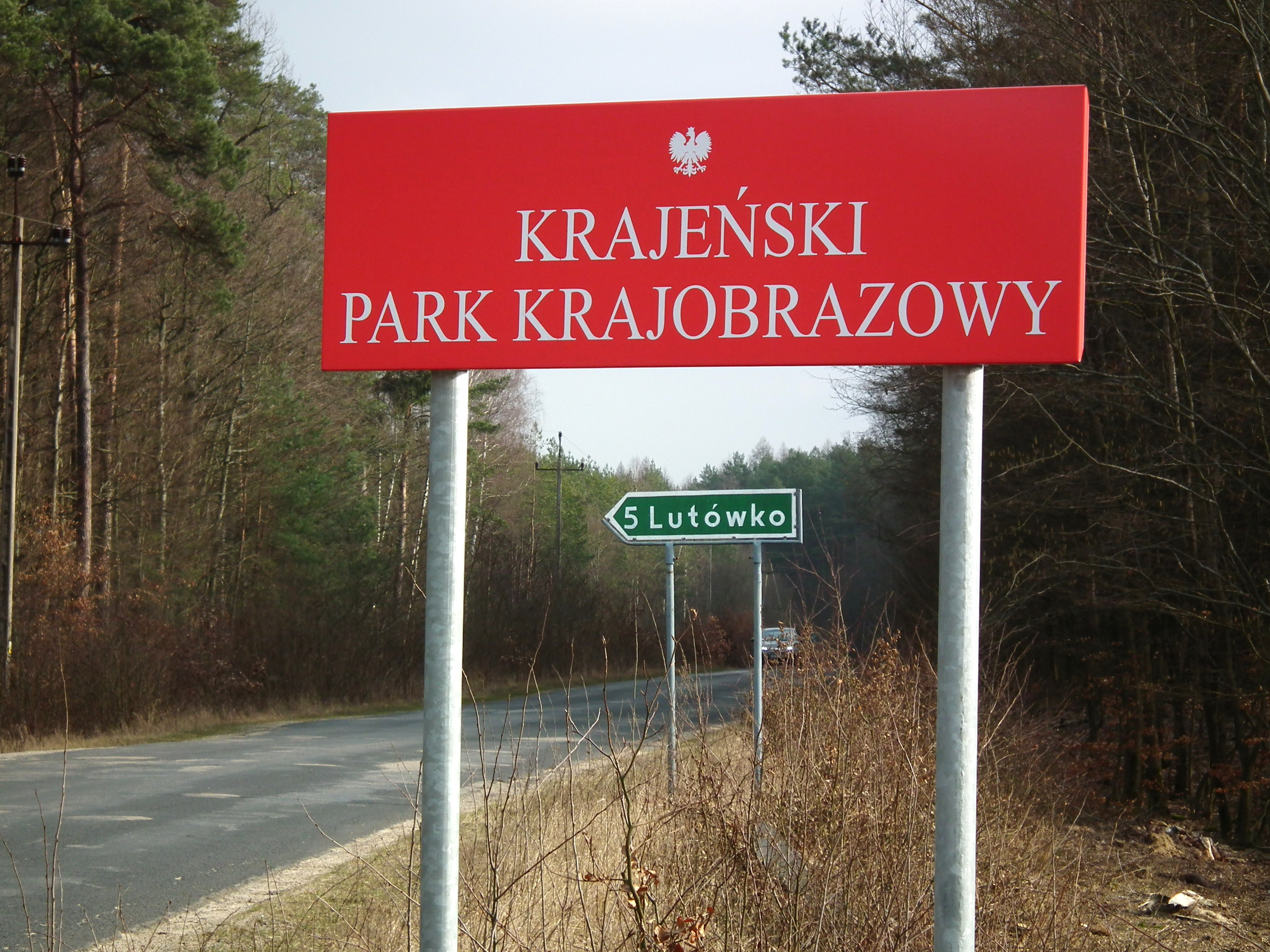
Tablica informacyjna koło Lutówka

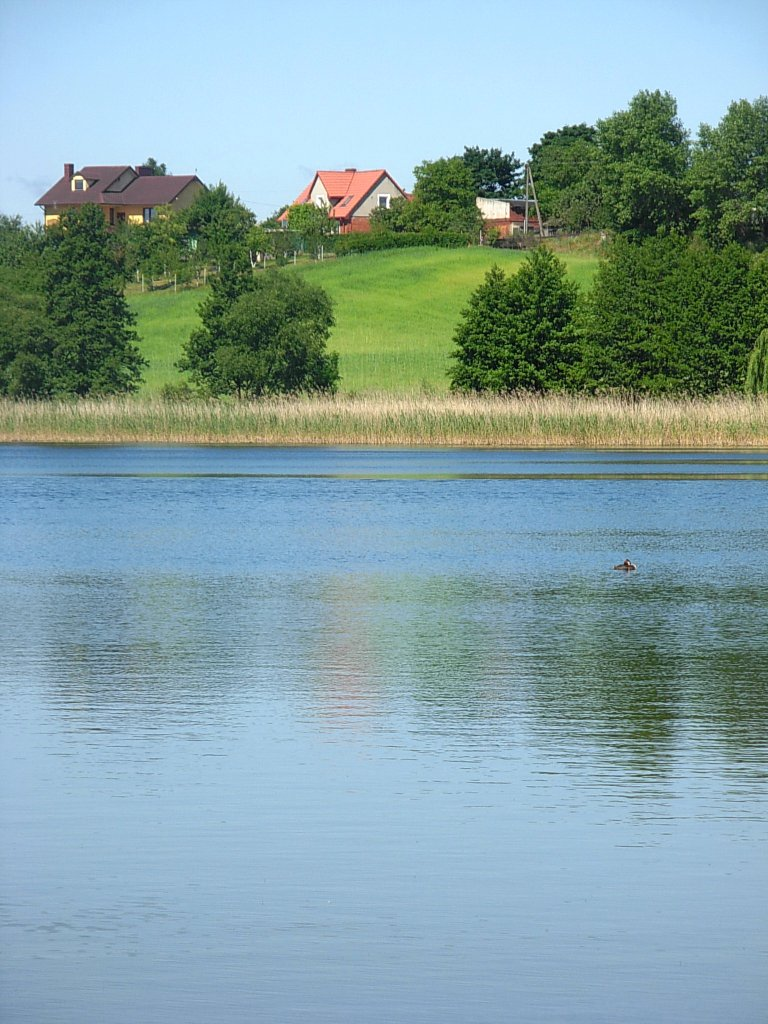
Wysoki brzeg jeziora

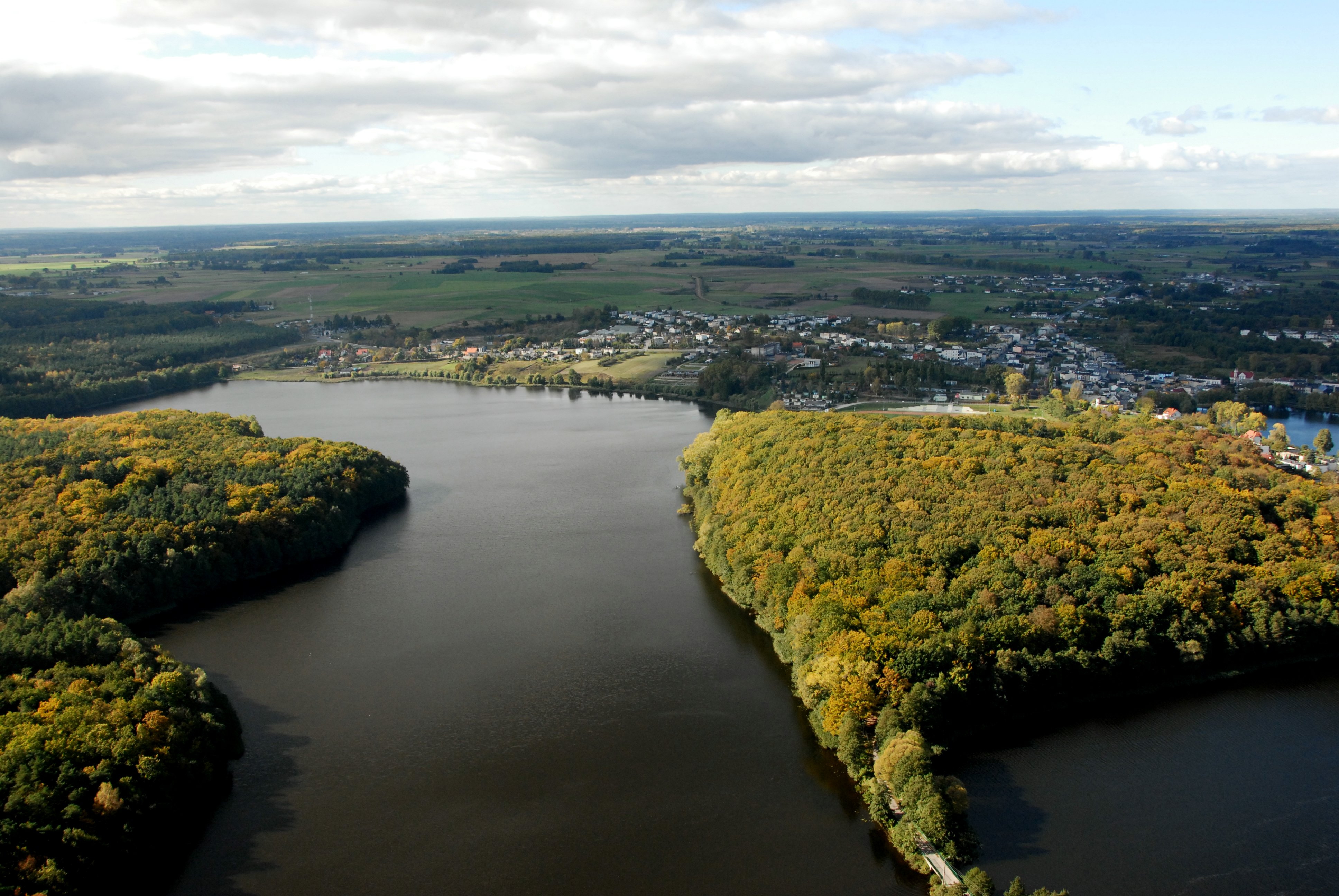
Jezioro Więcborskie

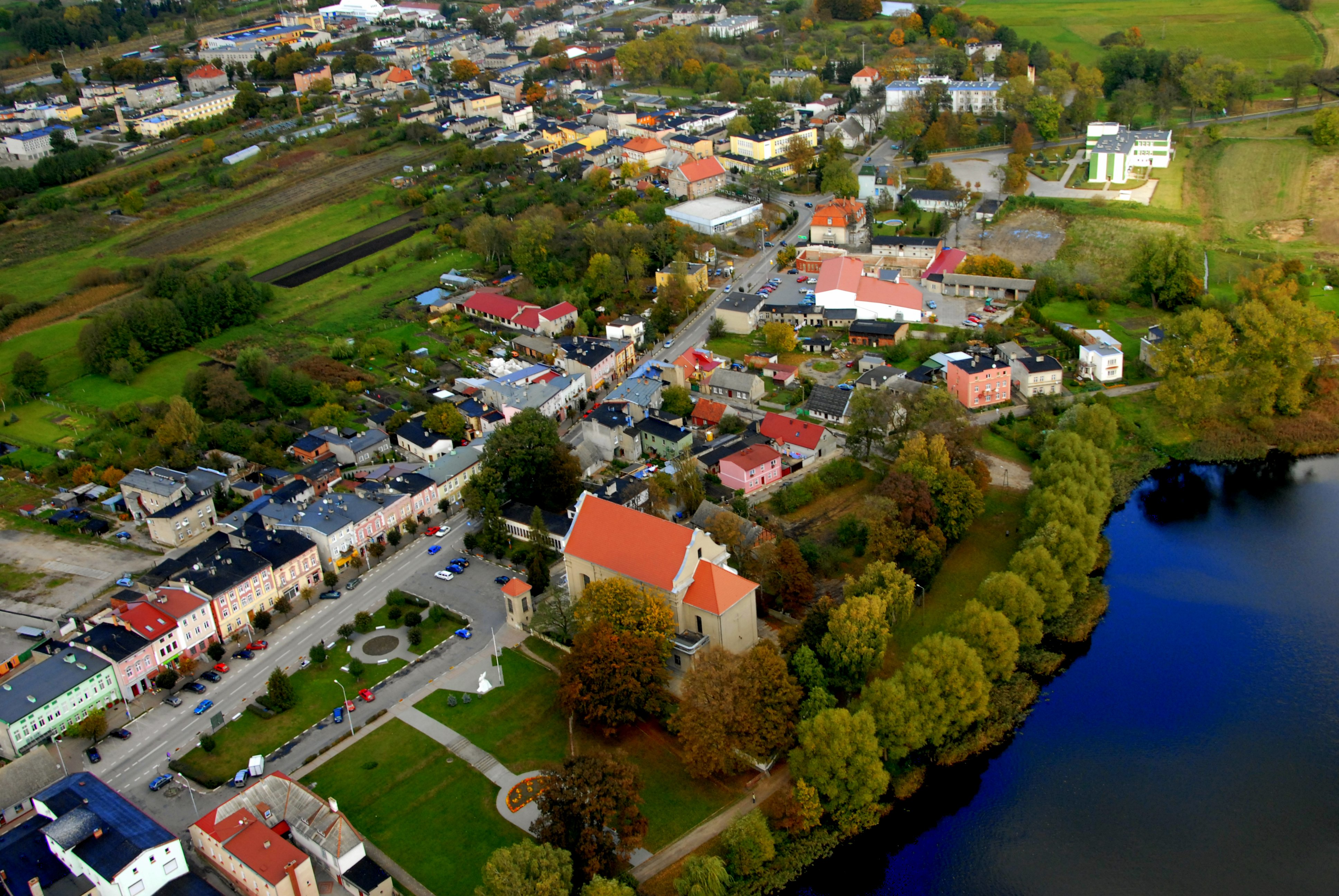
Więcbork

Krajeński Park Krajobrazowy – park krajobrazowy położony w północno-zachodniej części województwa kujawsko-pomorskiego, w środkowej części Pojezierza Krajeńskiego.

## Lokalizacja
Krajeński Park Krajobrazowy mieści się na terenie trzech powiatów:
- sępoleńskiego – zajmuje większość jego obszaru,
- nakielskiego – w jego północnej części,
- tucholskiego – w części zachodniej.

Zarząd i siedziba administracyjna parku mieści się w Więcborku przy ul. Pocztowej 2.
Powierzchnia parku wynosi 749,856 km² (74 985,6 ha) i jest to największy park krajobrazowy w województwie i trzeci co do wielkości w kraju.

## Geomorfologia
Na powierzchni parku krajobrazowego występuje młodoglacjalna rzeźba terenu, związana ze zlodowaceniem bałtyckim. Występują tu liczne formy glacjalne, m.in. ozy, drumliny, kemy oraz wzgórza morenowe. Najwyższym wzniesieniem jest Czarna Góra o wysokości 189 m n.p.m.
Pojezierze Krajeńskie leży w dorzeczach dwóch rzek bałtyckich: Wisły i Odry, a przez Krajeński Park Krajobrazowy przebiega główny wododział Polski. Do systemu rzeki Wisły należą rzeki: Kamionka, Sępolenka, Krówka, Wytrych, Kicz, Lucimka (dopływy Brdy). Pozostałe: Łobżonka z wodami Lubczy, Orlej, Rokitki, wpadają do Noteci i są dorzeczem Odry.
Występujące na terenie parku liczne jeziora i bagna dają początek 12 wypływającym z tego obszaru rzekom. Największym z cieków jest Orla, która bierze swój początek w torfowiskach Messy. Innym dużym torfowiskiem są Łąki Mazurskie położone w dalszym biegu Orli.
Na terenie parku znajduje się 80 zbiorników wodnych, z czego 66 jezior posiada powierzchnię powyżej 1 ha.
Największe z nich to:
- Więcborskie (218 ha),
- Sępoleńskie (159 ha),
- Lutowskie (156 ha),
- Mochel (153 ha),
- Stryjewskie (149 ha),
- Witosławskie (107 ha).

Do najciekawszych pod względem krajobrazowym należą akweny położone w rynnach, tworzące ciągi jezior połączone z dolinami rzek.

## Flora i fauna
Tereny leśne parku stanowią 26% jego obszaru. Porastają je w większości bory sosnowe, a na morenach występują lasy mieszane z domieszką grądów, których główny gatunek stanowią dęby z domieszką buka i innych drzew liściastych. Ogółem 28,3% drzewostanów to gatunki liściaste.
Roślinność Pojezierza Krajeńskiego jest zróżnicowana i stanowi pas przejściowy roślinności o charakterze zbiorowisk zbliżonych do morfologicznej strefy sandrowej. W runie leśnym na bagnach i licznych torfowiskach, znajdują się stanowiska roślin chronionych i rzadkich. Wiele spośród dawnych bagien zostało osuszonych i zamienionych w łąki. Na niektórych terenach w związku z porzucaniem upraw rozpoczęła się sukcesja wtórna – obszary te zmieniają się ponownie w bagna, porośnięte lasami olsowymi.
Do najcenniejszych zespołów leśnych w parku należy buczyna pomorska, na którą składają się buki, graby, dęby, lipy drobnolistne oraz klony. Obniżenia porośnięte są często łęgami jesionowo-wiązowymi. Na torfowiskach występują rosiczki, borówki bagienne, modrzewnice, bagna zwyczajne, turzyce bagienne i żurawiny błotne.
Spośród ssaków spotyka się na terenie parku m.in. bobry europejskie, wydry europejskie, jelenie, daniele, borsuki, jenoty, kuny, dziki, zające, kuropatwy, bażanty, a z ptaków m.in.: bociany, bieliki i żurawie. Ten ostatni występuje niekiedy w wielkich stadach. Spośród gadów i płazów występują: jaszczurki, zaskrońce, padalce, żmije. Rzeki i jeziora obfitują w różne gatunki ryb i są dużą atrakcją dla wędkarzy.
Z gatunków chronionych do najciekawszych należą: bocian czarny, żuraw, czaple, łabędzie, rybołowy, bieliki, puchacze, bąki, bardzo rzadkie cietrzewie, a ze ssaków: rzadko łosie, powszechnie wydry, bobry.

## Formy ochrony przyrody
Na terenie Krajeńskiego Parku Krajobrazowego zarejestrowano 96 pomników przyrody, w skład których wchodzą 993 obiekty. Głównie należą do nich drzewa oraz głazy narzutowe. Ponadto istnieje 75 obiektów uznanych jako użytki ekologiczne.

### Rezerwaty przyrody na terenie parku
- Buczyna
- Dęby Krajeńskie
- Gaj Krajeński
- Jezioro Wieleckie
- Lutowo

### Zespół przyrodniczo-krajobrazowy
- Torfowisko Messy

## Walory historyczne
Największe miasta w rejonie parku krajobrazowego: Kamień Krajeński, Więcbork, Mrocza oraz Sępólno Krajeńskie otrzymały prawa miejskie w XIV wieku. Większość zabytków pochodzi jednak z późniejszych okresów. Najwięcej można ich znaleźć w gminie Więcbork. Są to m.in.:
- 2 zabytkowe kościoły i dwie kaplice (XVIII-XIX w.) w Więcborku,
- 3 kościoły (XVII-XVIII w.),
- ruiny dworów w Czarmuniu i Runowie,
- dwór z początku XX w. w Karolewie,
- pałac myśliwski Prezydenta Ignacego Mościckiego w Runowo-Młynie,
- pałac z 1850 r. w Sypniewie,
- pałac z 1853 r. oraz park krajobrazowy z połowy XIX w. w Suchorączku,
- organistówka z przełomu XVII wieku w Runowie.